# FIRA Trophy 1975-76
El FIRA Trophy de la temporada  1975-76  fue la 3.a edición con esta denominación y la 16.a temporada del segundo torneo en importancia de rugby en Europa, luego del Torneo de las Seis Naciones.

## FIRA Trophy
| Lugar | Selección    | Partidos | Partidos | Partidos  | Partidos | Puntos  | Puntos    | Puntos | Tabla de puntos |
| Lugar | Selección    | Jugados  | Ganados  | Empatados | Perdidos | A favor | En contra | dif.   | Tabla de puntos |
| ----- | ------------ | -------- | -------- | --------- | -------- | ------- | --------- | ------ | --------------- |
| 1     | Francia      | 5        | 5        | 0         | 0        | 127     | 41        | +86    | 15              |
| 2     | Italia       | 5        | 4        | 0         | 1        | 95      | 54        | +41    | 13              |
| 3     | Rumania      | 5        | 3        | 0         | 2        | 87      | 68        | +19    | 11              |
| 4     | Polonia      | 4        | 2        | 0         | 2        | 51      | 71        | -20    | 6               |
| 5     | España       | 5        | 0        | 1         | 4        | 31      | 92        | -61    | 6               |
| 6     | Países Bajos | 5        | 0        | 1         | 4        | 28      | 93        | -65    | 6               |

| Bandera de Francia   |
| Campeón Francia      |
| Décimo Cuarto título |

## Segunda División

### Grupo A
| Lugar | Selección | Partidos | Partidos | Partidos  | Partidos | Puntos  | Puntos    | Puntos | Tabla de puntos |
| Lugar | Selección | Jugados  | Ganados  | Empatados | Perdidos | A favor | En contra | dif.   | Tabla de puntos |
| ----- | --------- | -------- | -------- | --------- | -------- | ------- | --------- | ------ | --------------- |
| 1     | Marruecos | 2        | 2        | 0         | 0        | 52      | 10        | +42    | 6               |
| 2     | RFA       | 2        | 1        | 0         | 1        | 46      | 33        | +13    | 4               |
| 3     | Bélgica   | 2        | 0        | 0         | 2        | 10      | 65        | -55    | 2               |

### Grupo B
| Lugar | Selección      | Partidos | Partidos | Partidos  | Partidos | Puntos  | Puntos    | Puntos | Tabla de puntos |
| Lugar | Selección      | Jugados  | Ganados  | Empatados | Perdidos | A favor | En contra | dif.   | Tabla de puntos |
| ----- | -------------- | -------- | -------- | --------- | -------- | ------- | --------- | ------ | --------------- |
| 1     | Checoslovaquia | 2        | 2        | 0         | 0        | 51      | 9         | +42    | 6               |
| 2     | Yugoslavia     | 2        | 1        | 0         | 1        | 34      | 32        | +2     | 4               |
| 3     | Suiza          | 2        | 0        | 0         | 2        | 10      | 54        | -44    | 2               |

- Marruecos asciende a Primera División por tener mayor cantidad de puntos que el Checoslovaquia (52 vs 51).